# Chlorops sordidellus
Chlorops sordidellus är en tvåvingeart som beskrevs av Becker 1912. Chlorops sordidellus ingår i släktet Chlorops och familjen fritflugor. Inga underarter finns listade i Catalogue of Life.